# Glossopoiesi

Bandiera a nuvola "conlang", emblema della creazione linguistica. Rappresenta la Torre di Babele davanti al sole che sorge

La glossopoiesi, o glottopoiesi (dal greco γλῶσσα "lingua" e ποίησις "creazione", "composizione"), in interlinguistica è l'arte di creare linguaggi artificiali sviluppandone la fonologia, il vocabolario, la grammatica e a volte l'alfabeto o la scrittura (Sistema di scrittura artificiale). Sia per fini artistici, ausiliari, logici o filosofici. 
Il creatore di tali linguaggi è detto glottoteta (dal greco γλῶσσα "lingua" e θέτης "colui che pone", etimologicamente "colui che stabilisce la lingua") o glossopoieta. Il suo scopo può essere quello di creare una lingua comune per unire i popoli semplificandone i metodi di comunicazione, o di progettare una nuova lingua affinché possa essere inserita all'interno di un'opera artistica (romanzi, film, canzoni o videogiochi), o per sperimentazione linguistica, o per puro diletto.
Tra i più conosciuti glottoteti: J. R. R. Tolkien, Ursula K. Le Guin, L. L. Zamenhof e Marc Okrand.
I più noti siti on-line sull'argomento sono: Language Construction Kit (Kit di Costruzione di Linguaggi) di Mark Rosenfelder, e How to Create a Language di Pablo David Flores.